# 大苞凤仙花
大苞凤仙花（学名：Impatiens balansae）是凤仙花科凤仙花属的植物。分布在越南北部以及中国大陆的云南等地，生长于海拔960米至1,400米的地区，多生在山谷疏林湿润处以及溪旁，目前尚未由人工引种栽培。